# RADEF
Regia Autonomă de Distribuție și Exploatare a Filmelor RomâniaFilm (RADEF) este o companie de stat din România.
Până în 1990, RADEF era o instituție care deținea 600 de săli și avea 5.000 salariați.
În anul 2002, RADEF avea în administrare 415 cinematografe.
În anul 2006, RADEF avea în administrare 317 săli și grădini de spectacol cinematografic, proprietate privată a statului.
Dintre acestea, 160 erau închiriate către diverse persoane juridice, 118 săli erau închise, iar 39 erau utilizate de către regie pentru difuzarea de film.
În noiembrie 2007, RADEF administra 282 de cinematografe, din care 100 erau închiriate.
În februarie 2008, RADEF avea 300 de angajați.
După anul 2008, un număr de 107 săli și grădini de proiecție cinematografică au trecut în administrarea autorităților locale.

## Filmografie
O listă de filme produse de Româniafilm se găsește aici.